# Charles Loyd
Sir Henry Charles Loyd (12 febbraio 1891 – 11 novembre 1973) è stato un generale inglese.

## Biografia
Era figlio di Edward Henry Loyd.

## Carriera militare
Loyd entrò nelle Coldstream Guards nel 1910. Ha servito nella prima guerra mondiale. È stato nominato Comandante del 3º battaglione delle Coldstream Guards nel 1929, ed è stato promosso a comandante di reggimento nel 1932. Nel 1934, è diventato un maggiore generale presso il Ministero della Guerra, raggiungendo il grado di brigadiere dello Stato maggiore delle truppe britanniche in Egitto nel 1936. Nel 1938 è stato nominato comandante della 1ª brigata di fanteria corazzata.
Ha servito nella seconda guerra mondiale, venendo nominato GOC della 2ª divisione di fanteria nel 1939. La sua divisione faceva parte della British Expeditionary Force. Nel 1942, divenne Generale comandante-in-capo del Southern Command. Il suo ultimo incarico è stato come Generale di brigata delle guardie e Generale responsabile del comando del London District nel 1944, incarico dal quale si ritirò nel 1947.
In pensione è stato un vice tenente di Norfolk.

## Matrimonio
Sposò, il 29 luglio 1922, Lady Moyra Brodrick (11 gennaio 1897-1982), figlia di William Brodrick, I conte di Midleton. Ebbero due figlie:
- Lavinia Gertrude Georgiana Loyd (21 dicembre 1923), sposò Thomas Gore-Browne, ebbero quattro figli;
- Sir Julian St. John Loyd (25 maggio 1926), sposò Philippa Mary Emma Steel, ebbero tre figli.

## Morte
Morì l'11 novembre 1973.